# Río Madidi
El río Madidi es un río boliviano perteneciente a la cuenca del río Amazonas, parte de la cuenca alta del río Beni. Tiene una longitud de 350 km, aunque con sus fuentes, alcanza los 595 km, siendo uno de los ríos más largos que discurre íntegramente por el país. Corre siempre por el departamento de La Paz y es el principal río del Parque Nacional Madidi, un gran parque declarado en 1995 de 18.957,4 km².

## Geografía
El río Madidi nace a una altura cercana a los 1000 m en las estribaciones de la cordillera de los Andes, en la parte central del departamento de La Paz (14°0′57″S 68°16′13″O / -14.01583, -68.27028). El río, en su curso alto, discurre por la zona protegida del Parque Nacional Madidi y corre en dirección noreste, bordeando los cerros de Bala (hasta 13°34′28″S 68°46′58″O / -13.57444, -68.78278) donde vira hacia el noroeste, saliendo del parque. Entra en la amplia llanura del Beni, donde su curso se caracteriza por ser muy meándrico, dejando brazos abandonados que ahora son pequeñas lagunas en todo su recorrido. Desemboca en el río Beni por la margen izquierda (12°33′50″S 66°57′53″O / -12.56389, -66.96472).
Sus principales afluentes por el lado derecho son los ríos Claro (llamado Río Candelaria por los lugareños) y Río Undumo. Por el lado izquierdo está el Río Inambare.